# Зв'язок в Івано-Франківську

## Пошта
Пошта у Станиславові була створена в 1830 році (на той час перше українське поштове сполучення у Львові (1629) вже було добре розвинуте). Це була австрійська державна пошта, її офіційна назва — «Цісарсько-королівська пошта».
За спогадами С. Токарського у 1850 р. місто утримувало лише двох листонош, а листи зі Львова доходили в середньому за тиждень.
Поштовий зв'язок пожвавився в середині XIX ст. із появою залізниці, поштової марки та штемпельних конвертів.
До 1918 р. на документах та поштівках наносилася скорочена назва Цісарсько-королівської пошти — «Ц. К. пошта». В період Західно–Української Народної Республіки, столицею якої був Станиславів (січень—травень 1919 р.), було впроваджено власні знаки поштової оплати шляхом надруку на австрійських марках.
Наприкінці XIX ст., коли населення міста зросло (становило понад 30 тис.), додатково були відкриті два нових відділення (на вокзалі та по вул. Дністровській, 2)
Незабаром на замовлення влади власник друкарні С. Хованець спорудив п'яту за ліком пошту по вул. Січових Стрільців, 15 (сьогодні тут головне управління пенсійного фонду в області). Будівля була чотириповерховою, зведена протягом 1908—1909 рр. за проектом архітектора Я. Кудельського.
За спеціальним проектом в 1937 р. розпочали будівництво шостої за числом у місті державної пошти,— це нинішній поштамт, що був вдало розширений у 1968 р.

## Телефон
У 1894 р. в місті почала працювати перша телефонна станція на 12 номерів.
Перед Першою світовою війною станція мала 457 номерів та міжміський зв'язок з Віднем, Львовом, Краковом, Чернівцями. У 1939 р. кількість номерів майже подвоїлася — було вже більше 800 номерів.